# Keratocyt (hoornvlies)

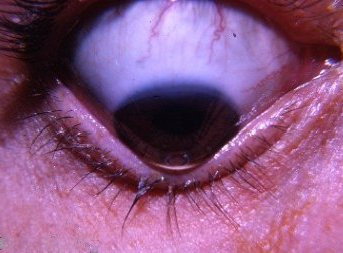
Keratoconus met het Munson's teken (een V-vormige inkeping waargenomen in het onderste ooglid)

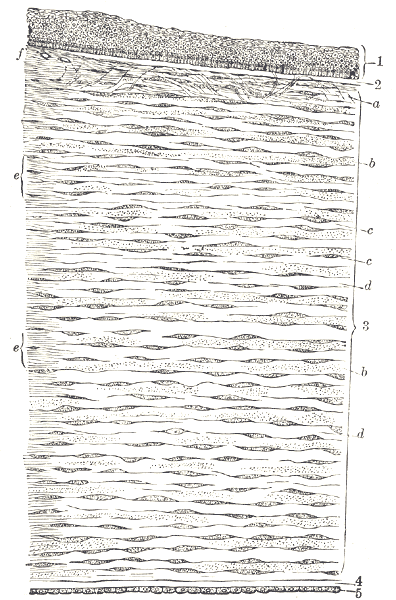
Verticale doorsnede van het hoornvlies. (Waldeyer.)
1. Epitheel.
2. Membraan van Bowman.
3. Stroma.
4. Membraan van Descemet.
5. Endotheel van de voorste oogkamer.

Hoornvlies keratocyten (hoornvlies fibroblasten) zijn gespecialiseerde fibroblasten die zich in het stroma van het hoornvlies bevinden. Deze hoornvlieslaag, die ongeveer 85-90% van de dikte van het hoornvlies vertegenwoordigt, is opgebouwd uit zeer regelmatige collagene lamellen en extracellulaire matrixcomponenten. Keratocyten spelen een belangrijke rol bij het transparant houden, het genezen van de wonden en het synthetiseren van de componenten ervan. In het onverstoorde hoornvlies blijven keratocyten inactief en komen in actie na elke vorm van letsel of ontsteking. Sommige keratocyten die ten grondslag liggen aan de plaats van het letsel, zelfs een lichte, ondergaan onmiddellijk na het letsel apoptose. Elke storing in het nauwkeurig georkestreerde genezingsproces kan het hoornvlies vertroebelen, terwijl overmatige apoptose van keratocyten een onderdeel kan zijn van het pathologische proces bij degeneratieve hoornvliesaandoeningen zoals keratoconus. Deze  overwegingen vormen de aanleiding voor het voortdurende onderzoek naar de functie van deze cellen.

## Oorsprong en functies
Keratocyten zijn in hun ontwikkeling afgeleid van de craniale populatie van zenuwcellen, vanwaar ze migreren om zich in het mesenchym te vestigen. Bij sommige soorten verloopt de migratie vanuit de neurale top in twee golven, waarbij de eerste het hoornvliesendotheel voortbrengt en de tweede de door epitheel uitgescheiden stromale laag zonder cellen binnendringt; bij andere soorten komen beide populaties voort uit één enkele migratiegolf. Eenmaal gevestigd in het stroma, beginnen keratocyten met het synthetiseren van collageenmoleculen van verschillende typen (I, V, VI) en keratansulfaat. Op het moment dat de ogen na de geboorte worden geopend, is de proliferatie van keratocyten vrijwel voltooid en bevinden de meeste zich in een rusttoestand.
Tegen het einde van de oogontwikkeling ontstaat er een onderling verbonden keratocytennetwerk in het hoornvlies, waarbij dendrieten van naburige cellen met elkaar in contact komen. Rustende keratocyten synthetiseren de zogenaamde crystallinen (een in water oplosbaar structureel eiwit), vooral bekend vanwege hun rol in de lens. Er wordt aangenomen dat hoornvliescrystallinen, net als die van de lenzen, helpen de transparantie en optimale breking te behouden. Ze maken ook deel uit van de antioxidantverdediging van het hoornvlies. Crystallinen die tot expressie worden gebracht door menselijke keratocyten zijn ALDH1A1, ALDH3A1, ALDH2 en TKT. Verschillende sets crystallinen zijn typisch voor verschillende soorten. Er wordt aangenomen dat keratansulfaat geproduceerd door keratocyten helpt bij het handhaven van een optimale hydratatie van het hoornvlies; genetische verstoring van de synthese ervan leidt tot maculaire corneadystrofie. (Maculaire corneadystrofie wordt gekenmerkt door bilaterale, slecht gedefinieerde, troebele gebieden in een wazig stroma met eventueel een ernstige achteruitgang van het gezichtsvermogen.)
In één onderzoek werd gevonden dat de gemiddelde keratocytendichtheid in het menselijke stroma ongeveer 20.500 cellen per mm3, of 9600 in een kolom met een doorsnede van 1 mm2 bedraagt. De hoogste dichtheid wordt waargenomen in de bovenste 10% van het stroma. Het aantal keratocyten neemt af met de leeftijd met een snelheid van ongeveer 0,45% per jaar.
Na een beschadiging van het hoornvlies ondergaan sommige keratocyten apoptose, ingegeven door de signaalmoleculen die door de bovenste lagen worden uitgescheiden, zoals IL1-alfa en TNF-alfa. Andere naburige keratocyten worden, wanneer ze door dezelfde moleculen worden beïnvloed, gaan ze actief prolifereren en beginnen matrixmetalloproteïnasen te synthetiseren die weefselhermodellering geven. Deze geactiveerde cellen worden in verschillende bronnen aangeduid als "actieve keratocyten" of "fibroblasten" of er wordt gezegd dat ze een "reparatiefenotype" aannemen. Na zwaardere verwondingen of in de gevorderde stadia van het genezingsproces transformeert een aantal keratocyten in myofibroblasten die actief extracellulaire matrix-componenten afscheiden. Aangenomen wordt dat deze transformatie wordt veroorzaakt door TGF-β. Zodra het basismembraan van het hoornvliesepitheel is hersteld, neemt de instroom van TGF-β in het stroma drastisch af en verdwijnen de myofibroblasten, waarna de resterende geactiveerde keratocyten nog enige tijd doorgaan met het hervormen van de extracellulaire matrix, waarbij ze IL1-alfa afscheiden voor het behouden van hun "reparatie fenotype".
Apoptose van keratocyten, zowel in rust als in actieve toestand, is een proces dat speciale aandacht trekt. In een gezond hoornvlies is apoptose een zeldzame gebeurtenis, maar onmiddellijk na een verwonding van de bovenste laag plegen keratocyten direct onder de verwondingsplaats apoptose. Eén hypothese verklaart een dergelijke snelle reactie uit de noodzaak om te voorkomen dat de mogelijke infectie zich naar het hoornvlies verspreidt, omdat het vanwege de beperkingen van het oculaire immuunsysteem tot enkele uren kan duren voordat de witte bloedcellen op de plaats van het letsel aankomen. Normaal gesproken wordt het tekort aan keratocyten geleidelijk aangevuld door de mitose van de aangrenzende cellen.
Apoptose wordt waargenomen na oogoperaties, waaronder keratotomie en laserchirurgie en kan een rol spelen bij de ontwikkeling van complicaties na de operatie.

## Klinische betekenis

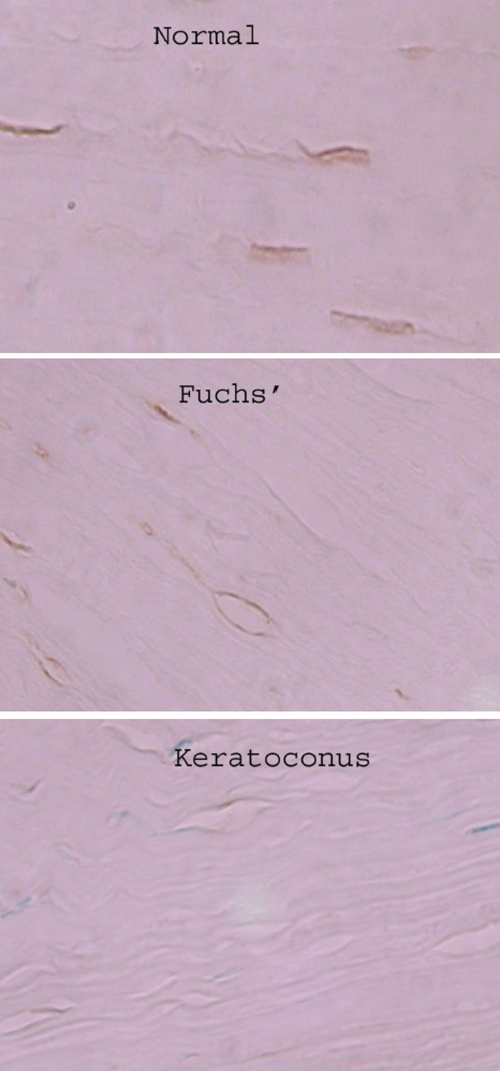
Alcoholdehydrogenase-immunoreactiviteit in een gezond hoornvlies (boven), in de dystrofie van Fuchs en keratoconus hoornvlies. Diaminobenzidine kleurt keratocyten in de dwarsdoorsnede van het hoornvlies. Van Mootha et al., 2009.

Keratocyten kunnen een rol spelen bij verschillende hoornvliesaandoeningen. Volgens vergelijkend onderzoek wijken hun functies drastisch af van de norm bij keratoconus, de meest voorkomende vorm van corneadystrofie. Bij keratoconische hoornvliezen is aangetoond dat ze apoptose plegen ver weg van enig epitheelletsel; Er bestaat een hypothese die excessieve apoptose van keratocyten presenteert als een belangrijke pathologische gebeurtenis bij keratoconus. Volgens één onderzoek hebben de keratocyten van de patiënt verlaagde niveaus van een van de subvormen van alcoholdehydrogenase en volgens een ander onderzoek scheiden ze aanzienlijk minder superoxidedismutase-3 af.